# Arroyo San Luis (Rivera)
El arroyo San Luis es un curso de agua uruguayo y brasileño que atraviesa el departamento de Rivera y el estado de Río Grande del Sur, perteneciente a la cuenca hidrográfica del Río Uruguay.
Nace en la cuchilla de Santa Ana, desemboca en el río Negro tras recorrer alrededor de 17 km, marcando el límite entre Uruguay y Brasil.
- Datos: Q5705901